# Jean Le Goff de Beauregard
Jean Le Goff de Beauregard est un militaire français, né à Brest, décédé en novembre 1699 à l'Île-à-Vache.

## Biographie
Il arrive à Saint-Domingue en 1664, avec Bertrand d'Ogeron de La Bouëre. En 1677, il est capitaine des milices de la Grande-Anse, et 1685, conseiller au Conseil supérieur du Petit-Goâve. Il participe en 1694 à l'expédition de la Jamaïque menée par Jean-Baptiste du Casse, gouverneur de Saint-Domingue; il y perd une jambe. En 1697, il est lieutenant au Port-de-Paix. En 1698, Jean-Baptiste du Casse lui concède l'Île-à-Vache, où il meurt en novembre 1699. 